# Ratstaman Vibrations
Cet article concerne la voie d'escalade. Pour l’album de Bob Marley, voir Rastaman Vibration.
Ratstaman Vibrations est une voie d'escalade sportive, située sur la falaise de Céüse, près de Gap en France, et gravie pour la première fois par Alexander Megos en 2022. Elle est cotée 9b (5.15b, en cotation américaine).

## La voie
Située sur la falaise de Céüse, dans le secteur « Face de rat », la voie a été équipée par Chris Sharma en 2012,. Les difficultés de la voie sont concentrées sur le quinze premiers mètres de sa partie en dévers. Après avoir été essayée sans succès par des grimpeurs comme Chris Sharma, Adam Ondra, Sebastien Bouin et Charles Albert, sa première ascension est réussie par Alexander Megos en juillet 2022.

## Le nom de la voie
Le nom de la voie, choisi par Chris Sharma, est un jeu de mots faisant référence à l’album de Bob Marley Rastaman Vibration en ajoutant le t de « rat » pour une voie située dans le secteur  « Face de rat » de la falaise.

## Cotation
Alexander Megos a proposé la cotation 9b pour cette voie,.

## Vidéos
- [vidéo] « Alexander Megos Ratstaman Vibration », sur YouTube